# Carl Credé (Schriftsteller)

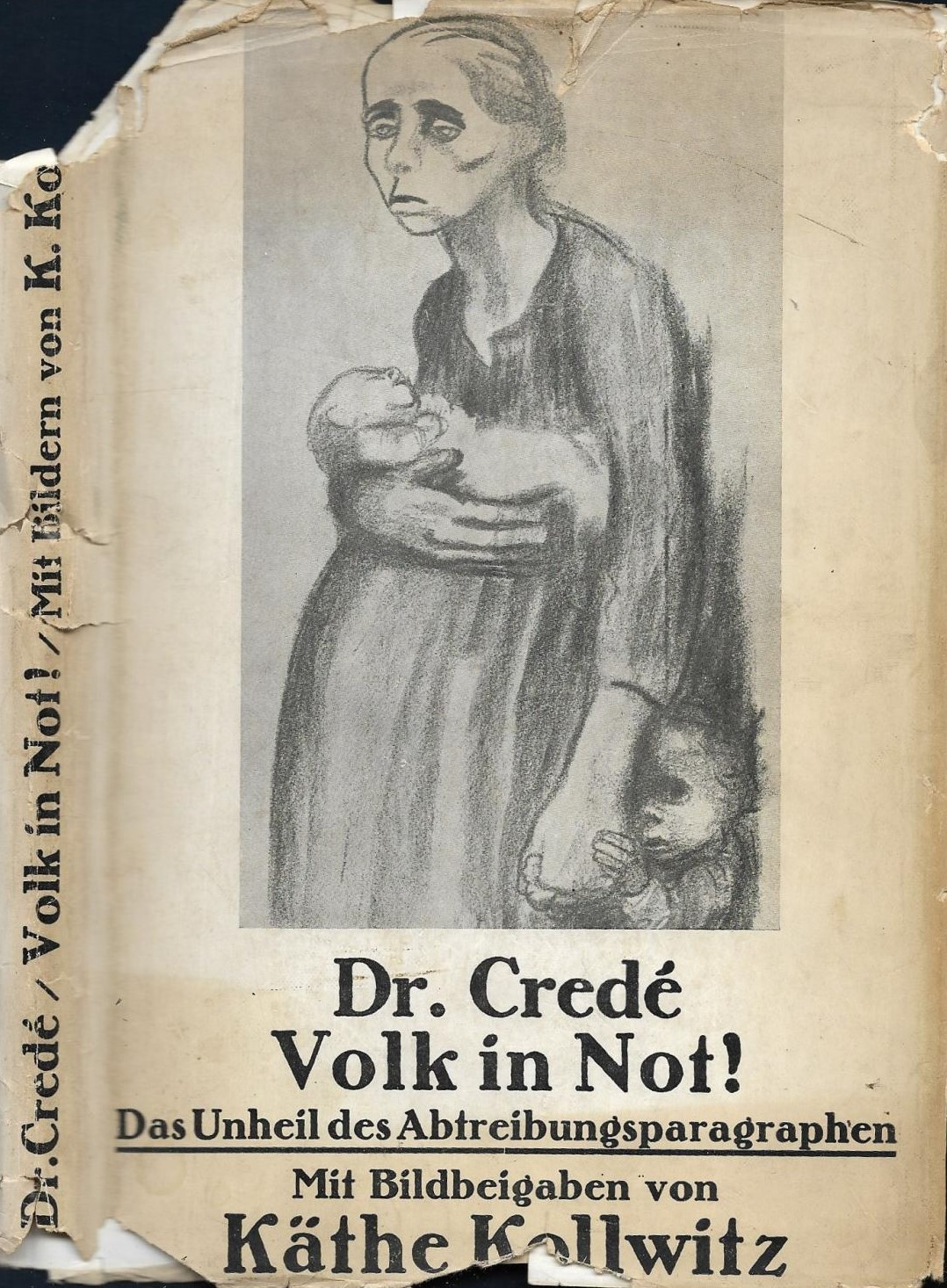
Volk in Not! Das Unheil des Abtreibungsparagraphen (§ 218) mit 16 Bildern von Käthe Kollwitz (C. Reissner, Dresden 1927)

Carl Credé (* 8. Januar 1878 in Leipzig als Carl Alexander Hoerder; † 27. Dezember 1952 in Celle) war ein deutscher Arzt, Schriftsteller und als Sozialethiker ein Verfechter der Straffreiheit bei Schwangerschaftsabbrüchen.

## Leben
Hoerders Eltern waren der Leipziger Sanitätsrat Leopold Hoerder und dessen Frau Sabine Minka Luise geb. Credé.  Er besuchte die Thomasschule zu Leipzig, das Pädagogium der Herrnhuter Brüdergemeine in Niesky und das Klostergymnasium der Herrnhuter in Hersfeld. Nachdem er 1898 dort das Abitur gemacht hatte, studierte er 1899/1900 Medizin an der Universität Leipzig. Er wechselte an die Friedrich-Wilhelms-Universität zu Berlin (1900–1903) und die Friedrichs-Universität Halle (1903/04). Er arbeitete bei Ernst von Bergmann und Rudolf Renvers sowie an der Lungenheilstätte zu Belzig. 1906 bestand er in Halle das medizinische Staatsexamen. Mit einer (seiner Mutter gewidmeten) Doktorarbeit bei Friedrich Albin Hoffmann promovierte er am 19. Juli 1907 in Leipzig zum Dr. med. 1910 heiratete er Gertrud Neumann, die ihm 1911 und 1914 die Töchter Eva (die Mutter des österreichischen Politikers Andreas Khol) und Eleonore schenkte. Ab 1917/18 lebte Carl Hörder-Credé, der mittlerweile zusätzlich den Geburtsnamen seiner Mutter angenommen hatte, im niedersächsischen Celle.
Väterlicherseits entstammt Credé der alteingesessenen Kaufmanns- und Fabrikantenfamilie Hörder aus dem schlesischen Greiffenberg. Als solcher war er ein Onkel zweiten Grades des Arztes Max-Hermann Hörder als auch des in England tätigen Bergbauunternehmers Henry Schmill.

### Politisches Engagement

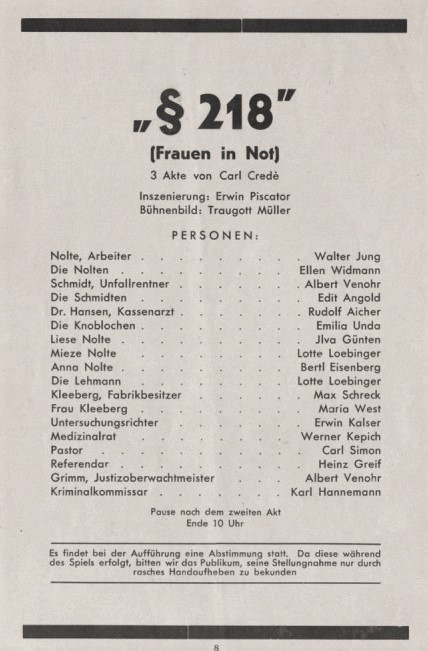
Besetzungszettel zu § 218 (Frauen in Not), Wallnertheater Berlin, 3. April 1930, Regie: Erwin Piscator, mit Lotte Loebinger, Albert Venohr u. a.

Nachdem Hoerder anfangs den Ersten Weltkrieg noch von einem nationalen, kaisertreuen Standpunkt aus betrachtet hatte, ließen ihn später die Erlebnisse als Bataillons- und Lazarettarzt zum Pazifisten werden. Während des Krieges entwarf Hoerder mehrere Vivatbänder zugunsten des Roten Kreuzes und der Volkswohlfahrt. Für ein Band, das 1914 vom preußischen Hoflieferanten Amsler & Ruthardt herausgegeben wurde, dichtete er:

„Du wolltest den Frieden, man zwang Dich zum Kriege. Jetzt schenkt Dir der Herrgott die herrlichsten Siege. "Gott schütze unseren Kaiser". Was viele erstrebten, Dir ist es gelungen, Du hast der Parteien Zwietracht bezwungen. Der Kaiser rief und alle alle kamen. Vivat!“

 1919 trat er dann der Deutschen Demokratischen Partei bei, für die er zwischen 1919 und 1924 im Bürgervorsteherkollegium Celles als Kommunalpolitiker aktiv war. Etwa 1926/27 wurde er Mitglied der SPD und des Reichsbanners Schwarz-Rot-Gold. Seine politische Wandlung von einem nationalen hin zu einem sozialdemokratischen Standpunkt beschrieb er später in seinem 1928 erschienenen autobiographischen Roman eines Arztes mit dem Titel Vom Corpsstudenten zum Sozialisten.

### Kampf gegen den Abtreibungsparagraphen 218 und Inhaftierung
Im Jahr 1926 wurde er wegen verbotener Schwangerschaftsabbrüche zu zwei Jahren Gefängnis verurteilt, von denen er elf Monate absaß. Im Gefängnis schrieb er Das A-B-C des Angeklagten und das Manuskript zu Volk in Not. Das Unheil des Abtreibungsparagraphen (§ 218), das 1927 mit Illustrationen von Käthe Kollwitz erschien. Reichsweit bekannt wurde er durch die Inszenierung seines Theaterstückes § 218 – Gequälte Menschen durch Erwin Piscator im Jahr 1930.

### Verfolgung während der NS-Zeit
Mit der Machtübernahme der Nationalsozialisten im Jahr 1933 wurden seine Theaterstücke nicht mehr aufgeführt. Die Zulassung als Vertragsarzt wurde ihm entzogen. Nach dem Krieg 1945 bemühte er sich um eine Strafverfolgung der Täter der Novemberpogrome 1938 gegen die jüdischen Einwohner von Celle.

## Corps
Nach viereinhalbjähriger Suspension erklärte das Corps Guestphalia Leipzig (das eine Corps von Vater Leopold) am 27. Juli 1899 seine „Wiederaufrichtung“. Möglich war sie durch drei reaktivierte Alte Herren, einen Fuchsen und vier Konkneipanten. Der Fuchs war Carl Hoerder. Als einziger aus dem Nachwuchs hatte er bereits eine Mensur gefochten, nämlich eine Belegerpartie auf studentische Fechtwaffen des Corps Lusatia Leipzig gegen einen Leipziger Sachsen. Das Paukbuch des Senioren-Convents zu Leipzig (Bd. 5, 1895–1904) weist nach Guestphalias Rekonstitution fünf weitere Partien Hoerders aus. Am 1. November 1899 ins engere Corps recipiert, war Hoerder der einzige junge (nicht berufstätige) Corpsbursche. Am 15. Februar 1900 wurde er Consenior, eine Woche später Senior. Er wurde am Beginn des Sommersemesters 1900 erneut auf die Erste Charge gewählt, trat aber am 29. April zurück und ließ sich „bis nach bestandenem Examen“ beurlauben.
Als er am 4. Mai einem jungen Corpsbruder sekundierte, sorgte sein erzürnter Vater am nächsten Tag für den CC-Beschluss „CB Hoerder (xxx) Studienverhältnisse halber ohne Band entlassen“. 1901 wurde Hoerder im Corps Guestphalia Berlin, dem anderen Corps seines Vaters, aktiv.  Guestphalia Leipzig erlebte noch eine kurze Blütezeit, scheiterte dann aber endgültig an der in Leipzig besonders schwierigen Nachwuchslage. Am 20. Oktober 1904 meldete sie die Suspension. Hoerder-Credé verließ 1923 das Corps Guestphalia Berlin.

## Publikationen
- Die Augeneiterung der Neugeborenen: Ätiologie, Pathologie, Therapie und Prophylaxe. Karger, Berlin 1913.
- „Gott schütze unsern Kaiser“: … 1914 d. 1. August. Zum Besten des roten Kreuzes. Amsler & Ruthardt, Berlin 1914 (Seidendruck, 1 Blatt).
- Tuberkulose und Mutterschaft. Karger, Berlin 1915.
- als „Credo“: Die große Idee: Die Geburt des goldenen Zeitalters. Raben-Verlag, Charlottenburg 1919.
- als „Credo“: Weltzentrale 3115: Tagebuch eines Tausendjährigen. Raben-Verlag, Charlottenburg 1919.
- Volk in Not! Das Unheil des Abtreibungsparagraphen (§ 218). Mit 16 Schöpfungen von Käthe Kollwitz. Carl Reissner, Dresden 1927.
- Vom Corpsstudenten zum Sozialisten: Der Roman eines Arztes. Carl Reissner, Dresden 1928; 2. Auflage 1929; Nachdruck: WJK, Hilden 2003.
- Frauen in Not: § 218. 1.–6. Auflage. Adalbert Schultz, Berlin 1929.
- § 218. J. H. W. Dietz Nachf., Berlin 1930
- Justizkrise: Gequälte Menschen (II. Teil): Drama in 3 Akten. Dietz Nachf., Berlin 1930.
- Justizkrise: Schauspiel in 4 Akten und Dialogen. Arcadia-Verlag, Berlin 1930 (unverkäufliches Bühnenmanuskript).
- Ärzte-Spiegel: Ketzerbriefe. Adalbert Schultz, Berlin 1930.
- Die weisse Pest: Zehn Bilder. Universal, Berlin-Halensee 1931.

## Zeitschriftenbeiträge (Auswahl)
In: Der sozialistische Arzt.
- Ärztevereinsbund und § 218. Band VI (1930), Heft 3, (Juli), S. 120–125 Digitalisat